# Filippo II di Hanau-Lichtenberg
Filippo II di Hanau-Lichtenberg (Hanau, 31 maggio 1462 – Babenhausen, 22 agosto 1504) fu conte di Hanau-Lichtenberg.

## Biografia
Filippo II era il figlio secondogenito del conte Filippo I di Hanau-Lichtenberg e di sua moglie, Anna di Lichtenberg. Egli venne battezzato tre giorni dopo la sua nascita nella chiesa di Santa Maria di Hanau ed ebbe per padrini Konrad Brelle, abate del monastero di Selbold, Wenzel di Cleve e Meze da Gemmingen, vedova di Eberhard Waiss.

### Il governo
Dopo che suo fratello Giovanni gli era premorto, alla morte del padre Filippo II fu chiamato a succedergli al trono della contea di Hanau-Lichtenberg. Poco dopo la sua ascesa nel 1484 morì anche suo fratello Luigi, il quale era appena tornato da un viaggio in Terrasanta.
Filippo II governò dapprima in stretta collaborazione con gli elettori palatini come loro feudatario al punto che sostenne l'elettore Filippo del Palatinato durante il suo assedio alla fortezza di Hohengeroldseck e nella controversia con la casa del Palatinato-Zweibrücken-Bitsch con la quale egli era personalmente in contrasto per l'eredità di Lichtenberg; in particolare egli si era inimicato Simone IV del Palatinato-Zweibrücken-Bitsch, che lo aveva accusato di stregoneria.
Contrasti notevoli Filippo II li ebbe anche con l'arcivescovo di Magonza per quanto riguarda la reggenza della città di Brumath al punto che i due stati si divisero i diritti su quel feudo.
In sostegno all'imperatore, partecipò a diverse diete con l'intento di combattere il rischio dell'invasione dei Turchi in Europa.
Rimasto neutrale durante la guerra del Landshut (1503-1505), dopo i successi ottenuti in questa campagna l'imperatore Massimiliano I concesse a Filippo II il privilegio di tenere una fiera annuale all'interno della propria contea.

### Il viaggio a Gerusalemme
Nel 1491 Filippo II compì un pellegrinaggio in Terra Santa. Il giorno di pentecoste di quell'anno giunse a Venezia e da qui si imbarcò alla volta di Jaffa, ove poi partì alla volta di Gerusalemme. A Gerusalemme Filippo divenne cavaliere dell'Ordine equestre del Santo Sepolcro di Gerusalemme. Tornò in patria dal suo viaggi all'inizio dell'inverno di quell'anno.
La relazione del suo viaggio venne più volte menzionata nell'opera di Dietrich von Schachten che compì il medesimo tragitto in pellegrinaggio.

### La morte

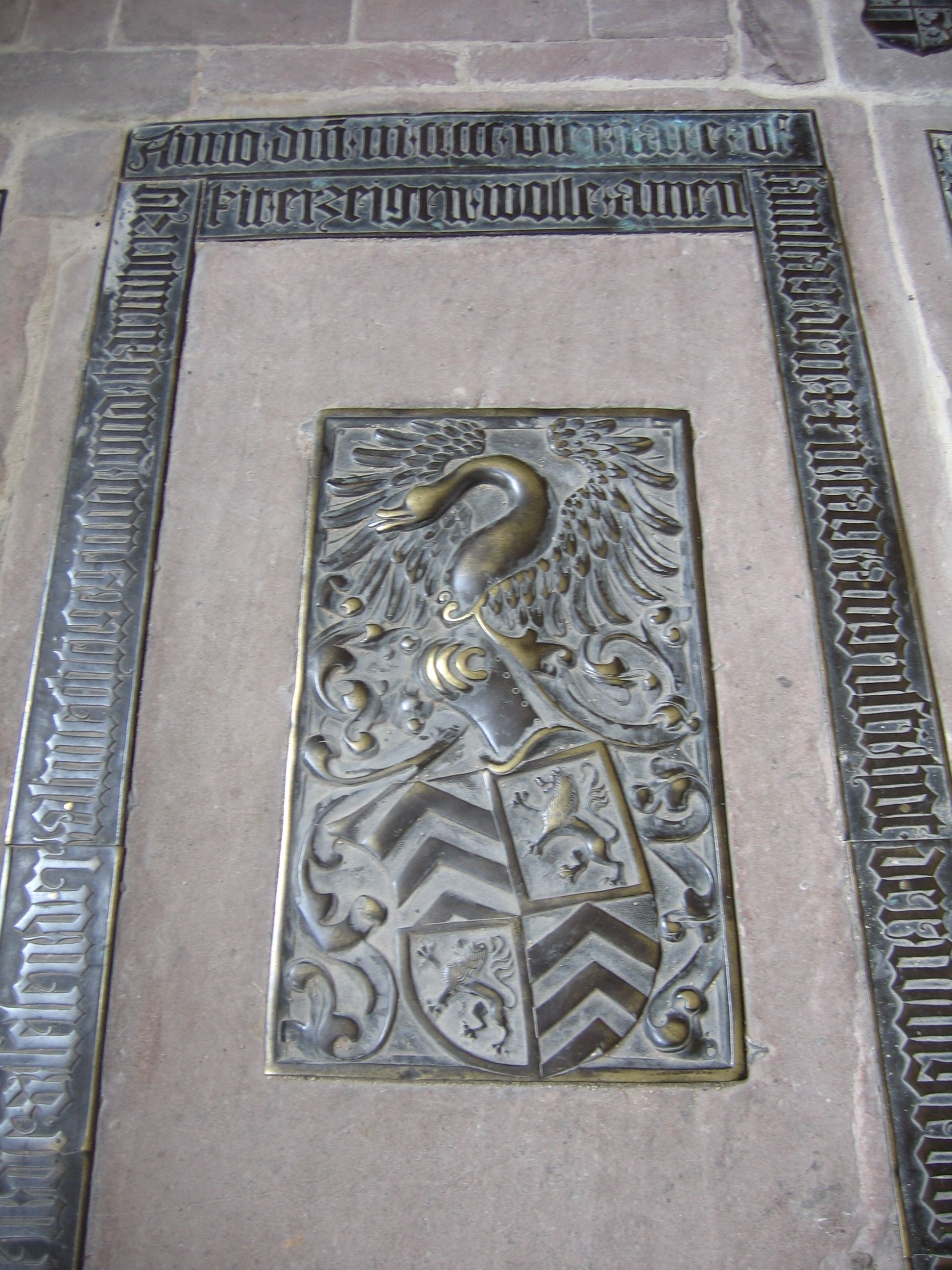
Tomba di Filippo II di Hanau-Lichtenberg nella chiesa di San Nicola di Babenhausen

Per via delle problematiche già sofferte dal padre e per il rapporto non facile che egli ebbe con suo fratello minore Luigi, quando ancora era in vita Filippo II fece firmare ai suoi figli ed eredi un documento secondo il quale la contea di Hanau-Lichtenberg avrebbe dovuto restare indivisa anche dopo la sua morte.
Il conte Filippo II morì il 22 agosto 1504 a Babenhausen e venne sepolto nella chiesa di San Nicola. La sua tomba è visibile ancora oggi nel coro, sulla destra dell'altare principale.

## Matrimonio e figli
Filippo II sposò il 9 settembre 1480 Anna di Isenburg († 1522), matrimonio per il quale fu necessaria una speciale dispensa papale in quanto i due erano cugini di quarto grado. Da questo matrimonio nacquero i seguenti eredi:
- Filippo III (18 ottobre 1482 - 15 maggio 1538)
- Anna (1485 - 11 ottobre 1559), monaca del convento di Marienborn
- Margherita (1486 - 6 agosto 1560, Babenhausen), monaca nel convento di Marienborn
- Luigi (5 ottobre 1487, Buchsweiler - 3 dicembre 1553, Willstätt), ecclesiastico
- Maria (c. 1487 - c. 1526), Badessa del convento di Klarenthal dal 1512 al 1525
- Amalia (7 giugno 1490, Buchsweiler - 11 marzo 1552, Pfaffenhoffen), ecclesiastica, sepolta a St. Adelphi presso Neuweiler
- Reinhard (19 febbraio 1494, Klingenberg - 12 ottobre 1537), canonico a Strasburgo, sepolto a Neuweiler

Filippo II ebbe anche delle relazioni extraconiugali dalle quali nacquero altri due figli:
- Anselmo (1480/1484)
- Cornelio (1480/1484 - 1549)